# Грб Волгоградске области
Грб Волгоградске области је званични симбол једног од субјеката Руске федерације са статусом области — Волгоградске области. Грб је званично усвојен 18. септембра 2000. године.

## Опис грба
Грб Волгоградске области је традиционални грб руске хералдике. Има облик француског штита правоугаоног облика са односом 4:3. Поље штита има црвену боју на коме је слика у природној бијелој боји статуа Мајке Отаџбине, постављен на Мамајевом Кургану. 
На доњој трећини штита налазе се двије хоризонталне плаве пруге овичене бијелим ивицама. Ширина сваке плаве пруге је једна двадесетина висине штита.
Грб је овјенчан вијенцем од двије зелене гране ловора и шест жутих пшеничних класова. Испод вијенца на црвеној ленти стоји натпис златним словима: „ВОЛГОГРАДСКАЯ ОБЛАСТЬ“. Изнад вијенца налази се златна звијезда петокрака.